# Campeonato de Primera B Nacional 2004-05
El Torneo Primera B Nacional 2004-05 fue la decimonovena temporada disputada de la categoría de Primera B Nacional, y la octava con esta denominación. El formato fue similar al instaurado en la temporada 2003-04, con la disputa de dos torneos cortos, Apertura y Clausura.
En el torneo se incorporaron Chacarita Juniors, Nueva Chicago, Atlético de Rafaela y Talleres (C) (descendidos de Primera División, los dos últimos por Promoción tras perder con Huracán de Tres Arroyos y Argentinos Juniors respectivamente); Sarmiento (Junín) (campeón de la Primera B Metropolitana) y Racing (C) (campeón del Torneo Argentino A).

## Ascensos y descensos
| Torneo          | Descendidos de la Primera B Nacional 2003-04 |
| --------------- | -------------------------------------------- |
| Argentino A     | Gimnasia y Esgrima (CdU)                     |
| B Metropolitana | Los Andes                                    |

| Torneo          | Ascendidos a la B Nacional 2004-05 |
| --------------- | ---------------------------------- |
| Argentino A     | Racing (C)                         |
| B Metropolitana | Sarmiento (J)                      |

| Pos.      | Ascendidos a la Primera División 2004-05 |
| --------- | ---------------------------------------- |
| Campeón   | Instituto                                |
| Seg. asc. | Almagro                                  |
| Promoción | Huracán (TA)                             |
| Promoción | Argentinos Juniors                       |

| Prom. | Descendidos de la Primera División 2003-04 |
| ----- | ------------------------------------------ |
| 17.º  | Talleres (C)                               |
| 18.º  | Atlético de Rafaela                        |
| 19.º  | Chacarita Juniors                          |
| 20.º  | Nueva Chicago                              |

## Equipos
| Equipo                 | Ciudad                | Estadio                                        | Capacidad     |
| ---------------------- | --------------------- | ---------------------------------------------- | ------------- |
| Atlético de Rafaela    | Rafaela               | Nuevo Monumental                               | 26 660        |
| Belgrano               | Córdoba               | Mario Alberto Kempes                           | 57 000        |
| Chacarita Juniors      | Villa Maipú           | Chacarita Juniors                              | 20 844        |
| C A I                  | Comodoro Rivadavia    | Municipal de Comodoro Rivadavia                | 12 000        |
| Defensa y Justicia     | Florencio Varela      | Norberto "Tito" Tomaghello                     | 12 000        |
| Defensores de Belgrano | Buenos Aires          | Juan Pasquale                                  | 10 000        |
| El Porvenir            | Gerli                 | Enrique De Roberts                             | 14 000        |
| Ferro Carril Oeste     | Buenos Aires          | Arquitecto Ricardo Etcheverri                  | 24 268        |
| Gimnasia y Esgrima (J) | San Salvador de Jujuy | 23 de agosto                                   | 23 000        |
| Godoy Cruz             | Godoy Cruz            | Malvinas Argentinas                            | 40 270        |
| Huracán                | Buenos Aires          | Tomás A. Ducó                                  | 48 314        |
| Juventud Antoniana     | Salta                 | Fray Honorato Pistoia                          | 12 000        |
| Nueva Chicago          | Mataderos             | República de Mataderos                         | 25 000        |
| Racing (C)             | Córdoba               | Miguel Sancho                                  | 15 000        |
| San Martín (M)         | General San Martín    | General José de San Martín                     | 8 782         |
| San Martín (SJ)        | San Juan              | Ingeniero Hilario Sánchez                      | 19 500        |
| Sarmiento              | Junín                 | Eva Perón                                      | 23 000        |
| Talleres               | Córdoba               | Boutique de Barrio Jardín Mario Alberto Kempes | 18 000 57 000 |
| Tiro Federal           | Rosario               | Fortín de Ludueña                              | 18 000        |
| Unión                  | Santa Fe              | 15 de Abril                                    | 25 000        |

### Distribución geográfica de los equipos
| Región                                   | Cant. | Equipos                                                             |
| ---------------------------------------- | ----- | ------------------------------------------------------------------- |
| Ciudad de Buenos Aires                   | 4     | Defensores de Belgrano, Ferro Carril Oeste, Huracán y Nueva Chicago |
| Conurbano bonaerense                     | 3     | Chacarita Juniors, Defensa y Justicia, El Porvenir                  |
| Santa Fe                                 | 3     | Atlético de Rafaela, Tiro Federal y Unión                           |
| Córdoba                                  | 3     | Belgrano, Racing (C) y Talleres                                     |
| Mendoza                                  | 2     | Godoy Cruz y San Martín (M)                                         |
| Interior de la provincia de Buenos Aires | 1     | Sarmiento                                                           |
| Chubut                                   | 1     | CAI                                                                 |
| Jujuy                                    | 1     | Gimnasia y Esgrima (J)                                              |
| Salta                                    | 1     | Juventud Antoniana                                                  |
| San Juan                                 | 1     | San Martín (SJ)                                                     |

## Formato

### Competición
Se disputaron dos torneos llamados Apertura y Clausura. En cada uno de ellos, los 20 equipos se enfrentaron todos contra todos. Ambos se jugaron a una sola rueda. Los partidos disputados en el Torneo Clausura representaron los desquites de los del Torneo Apertura, invirtiendo la localía. Si el ganador de ambas fases fuera el mismo equipo, sería el campeón. En cambio, si los ganadores del Apertura y el Clausura fueran dos equipos distintos disputarían una final a dos partidos para determinarlo.

### Ascensos
Los ganadores del Apertura y el Clausura jugaron una final cuyo ganador se consagró campeón y obtuvo el ascenso a la Primera División. El perdedor de esa final disputó contra el equipo mejor ubicado en la tabla de posiciones general, excluyendo a los que disputaron el primer ascenso, otra final para determinar el segundo ascenso. A su vez, el perdedor de esta final disputó una Promoción ante el equipo ubicado en el 18º lugar de la tabla de promedios de esa categoría, mientras que los equipos ubicados entre el 4º y el 7º lugar de la tabla de posiciones final disputaron un Torneo Reducido cuyo ganador disputó la otra promoción, contra el 17º de la tabla de promedios de Primera División.

### Descensos
Se decidió mediante una tabla de promedios de puntos obtenidos de las últimas 3 temporadas. Los dos últimos de la tabla descendieron a su categoría de origen: si estaban directamente afiliados a la AFA (Clubes de la ciudad de Buenos Aires y alrededores), a la Primera B Metropolitana y si estaban indirectamente afiliados (clubes del interior del país), al Torneo Argentino A.
También se jugaron dos promociones: el equipo directamente afiliado y el indirectamente afiliado peor ubicados disputaron una Promoción con un equipo de la Primera B Metropolitana y del Torneo Argentino A, respectivamente.

## Torneo Apertura

### Tabla de posiciones
| Pos | Equipo                 | Pts | PJ | PG | PE | PP | GF | GC | Dif |
| --- | ---------------------- | --- | -- | -- | -- | -- | -- | -- | --- |
| 1   | Tiro Federal           | 36  | 19 | 10 | 6  | 3  | 30 | 15 | 15  |
| 2   | Huracán                | 34  | 19 | 10 | 4  | 5  | 27 | 21 | 6   |
| 3   | Nueva Chicago          | 32  | 19 | 9  | 5  | 5  | 24 | 16 | 8   |
| 4   | Gimnasia y Esgrima (J) | 32  | 19 | 9  | 5  | 5  | 28 | 24 | 4   |
| 5   | Atlético de Rafaela    | 29  | 19 | 9  | 2  | 8  | 32 | 30 | 2   |
| 6   | San Martín (M)         | 29  | 19 | 8  | 5  | 6  | 22 | 22 | 0   |
| 7   | Ferro Carril Oeste     | 28  | 19 | 7  | 7  | 5  | 23 | 22 | 1   |
| 8   | San Martín (SJ)        | 27  | 19 | 7  | 6  | 6  | 22 | 18 | 4   |
| 9   | Racing (C)             | 27  | 19 | 7  | 6  | 6  | 31 | 28 | 3   |
| 10  | El Porvenir            | 27  | 19 | 7  | 6  | 6  | 21 | 22 | -1  |
| 11  | C.A.I.                 | 27  | 19 | 8  | 3  | 8  | 18 | 20 | -2  |
| 12  | Unión                  | 26  | 19 | 7  | 5  | 7  | 30 | 27 | 3   |
| 13  | Belgrano               | 25  | 19 | 6  | 7  | 6  | 19 | 21 | -2  |
| 14  | Godoy Cruz             | 22  | 19 | 6  | 4  | 9  | 27 | 27 | 0   |
| 15  | Defensa y Justicia     | 22  | 19 | 6  | 4  | 9  | 20 | 25 | -5  |
| 16  | Talleres               | 21  | 19 | 5  | 6  | 8  | 18 | 19 | -1  |
| 17  | Defensores de Belgrano | 21  | 19 | 6  | 3  | 10 | 23 | 27 | -4  |
| 18  | Juventud Antoniana     | 19  | 19 | 4  | 7  | 8  | 23 | 31 | -8  |
| 19  | Chacarita Juniors      | 18  | 19 | 4  | 6  | 9  | 23 | 29 | -6  |
| 20  | Sarmiento              | 17  | 19 | 4  | 5  | 10 | 20 | 37 | -17 |

|  |                              |
|  | Ganador del Torneo Apertura. |

## Torneo Clausura

### Tabla de posiciones
| Pos | Equipo                 | Pts | PJ | PG | PE | PP | GF | GC | Dif |
| --- | ---------------------- | --- | -- | -- | -- | -- | -- | -- | --- |
| 1   | Gimnasia y Esgrima (J) | 35  | 19 | 10 | 5  | 4  | 30 | 17 | 13  |
| 2   | C.A.I.                 | 34  | 19 | 8  | 10 | 1  | 26 | 18 | 8   |
| 3   | Atlético de Rafaela    | 29  | 19 | 7  | 8  | 4  | 26 | 23 | 3   |
| 4   | Talleres               | 28  | 19 | 6  | 10 | 3  | 27 | 18 | 9   |
| 5   | Belgrano               | 28  | 19 | 8  | 4  | 7  | 22 | 23 | -1  |
| 6   | Chacarita Juniors      | 27  | 19 | 7  | 6  | 6  | 30 | 28 | 2   |
| 7   | Huracán                | 27  | 19 | 8  | 3  | 8  | 25 | 23 | 2   |
| 8   | Tiro Federal           | 27  | 19 | 6  | 9  | 4  | 14 | 17 | -3  |
| 9   | San Martín (M)         | 26  | 19 | 6  | 8  | 5  | 29 | 24 | 5   |
| 10  | Juventud Antoniana     | 26  | 19 | 6  | 8  | 5  | 23 | 20 | 3   |
| 11  | San Martín (SJ)        | 25  | 19 | 6  | 7  | 6  | 18 | 16 | 2   |
| 12  | Godoy Cruz             | 25  | 19 | 6  | 7  | 6  | 23 | 27 | -4  |
| 13  | Unión                  | 25  | 19 | 5  | 10 | 4  | 23 | 28 | -5  |
| 14  | Ferro Carril Oeste     | 24  | 19 | 5  | 9  | 5  | 24 | 20 | 4   |
| 15  | Nueva Chicago          | 23  | 19 | 5  | 8  | 6  | 21 | 20 | 1   |
| 16  | Racing (C)             | 19  | 19 | 4  | 7  | 8  | 22 | 27 | -5  |
| 17  | El Porvenir            | 19  | 19 | 4  | 7  | 8  | 14 | 22 | -8  |
| 18  | Defensores de Belgrano | 19  | 19 | 5  | 4  | 10 | 18 | 27 | -9  |
| 19  | Defensa y Justicia     | 18  | 19 | 3  | 9  | 7  | 15 | 20 | -5  |
| 20  | Sarmiento              | 14  | 19 | 3  | 5  | 11 | 25 | 37 | -12 |

|  |                              |
|  | Ganador del Torneo Clausura. |

## Tabla de posiciones final
| Pos | Equipo                 | Pts | PJ | PG | PE | PP | GF | GC | Dif |
| --- | ---------------------- | --- | -- | -- | -- | -- | -- | -- | --- |
| 1º  | Gimnasia y Esgrima (J) | 67  | 38 | 19 | 10 | 9  | 58 | 41 | 17  |
| 2º  | Tiro Federal (R)       | 63  | 38 | 16 | 15 | 7  | 44 | 32 | 12  |
| 3º  | Huracán                | 61  | 38 | 18 | 7  | 13 | 52 | 44 | 8   |
| 4º  | CAI                    | 61  | 38 | 16 | 13 | 9  | 44 | 38 | 6   |
| 5º  | Atlético de Rafaela    | 58  | 38 | 16 | 10 | 12 | 58 | 53 | 5   |
| 6º  | Nueva Chicago          | 55  | 38 | 14 | 13 | 11 | 45 | 36 | 9   |
| 7º  | San Martín (M)         | 55  | 38 | 14 | 13 | 11 | 51 | 46 | 5   |
| 8º  | Belgrano               | 53  | 38 | 14 | 11 | 13 | 41 | 44 | -3  |
| 9º  | San Martín (SJ)        | 52  | 38 | 13 | 13 | 12 | 40 | 34 | 6   |
| 10º | Ferro Carril Oeste     | 52  | 38 | 12 | 16 | 10 | 47 | 42 | 5   |
| 11º | Unión                  | 51  | 38 | 12 | 15 | 11 | 53 | 55 | -2  |
| 12º | Talleres               | 49  | 38 | 11 | 16 | 11 | 45 | 37 | 8   |
| 13º | Godoy Cruz             | 47  | 38 | 12 | 11 | 15 | 50 | 54 | -4  |
| 14º | Racing (C)             | 46  | 38 | 11 | 13 | 14 | 53 | 55 | -2  |
| 15º | El Porvenir            | 46  | 38 | 11 | 13 | 14 | 35 | 44 | -9  |
| 16º | Chacarita Juniors      | 45  | 38 | 11 | 12 | 15 | 53 | 57 | -4  |
| 17º | Juventud Antoniana     | 45  | 38 | 10 | 15 | 13 | 46 | 51 | -5  |
| 18º | Defensa y Justicia     | 40  | 38 | 9  | 13 | 16 | 35 | 45 | -10 |
| 19º | Defensores de Belgrano | 40  | 38 | 11 | 7  | 20 | 41 | 54 | -13 |
| 20º | Sarmiento              | 31  | 38 | 7  | 10 | 21 | 45 | 74 | -29 |

|  |                                                                                |
|  | Clasificados a la final por el campeonato por ganar el Apertura o el Clausura. |
|  | Clasificado al playoff por el segundo ascenso directo.                         |
|  | Clasificados al playoff por un lugar en la Promoción.                          |

## Final por el primer ascenso
| Tiro Federal | 1 - 0 | Gimnasia y Esgrima (J) | El Coloso del Parque | 22 de junio |

| Gimnasia y Esgrima (J) | 1 - 1 | Tiro Federal | 23 de agosto | 25 de junio |
| Tiro Federal ascendió a Primera División con un global de 2 - 1. Gimnasia y Esgrima (J) jugó la final por el segundo ascenso. |       |              |              |             |

## Final por el segundo ascenso
El segundo ascenso lo disputaron Gimnasia y Esgrima (J), perdedor de la final por el primer ascenso, y Huracán, el equipo mejor ubicado en la tabla general.
| Huracán | 0 - 1 | Gimnasia y Esgrima (J) | Tomás A. Ducó | 29 de junio |

| Gimnasia y Esgrima (Jujuy)                                                                            | 0 - 0 | Huracán | 23 de agosto | 2 de julio |
| Gimnasia y Esgrima (J) ascendió a Primera División con un global de 1 - 0. Huracán jugó la Promoción. |       |         |              |            |

## Promoción con Primera División
La disputaron entre los que ocuparon el decimoséptimo (Instituto) y decimoctavo (Argentinos Juniors) del promedio del descenso de Primera División y Huracán perdedor de la final por el segundo ascenso, y Atlético de Rafaela, ganador del Torneo Reducido por la segunda promoción. Los equipos que estaban en la máxima categoría tuvieron ventaja deportiva.
| Local (Ida)      | Local (Vuelta)     | Ida | Vuelta | Global |
| ---------------- | ------------------ | --- | ------ | ------ |
| Huracán          | Instituto (C)      | 1-2 | 0-1    | 1-3    |
| Atlético Rafaela | Argentinos Juniors | 2-1 | 0-3    | 2-4    |

## Tabla de promedios
Fueron contabilizadas la presente temporada y las dos anteriores. Descenderían los últimos dos equipos de la tabla, mientras que el peor de cada una de las afiliaciones, sin contar a los descendidos, disputaría una Promoción para mantener la categoría.
| Pos  | Equipo                 | Promedio | 2002-03 | 2003-04 | 2004-05 | Total | PJ  |
| ---- | ---------------------- | -------- | ------- | ------- | ------- | ----- | --- |
| 1.º  | Atlético de Rafaela    | 1,776    | 77      | -       | 58      | 135   | 76  |
| 2.º  | Huracán                | 1,513    | -       | 54      | 61      | 115   | 76  |
| 3.º  | Tiro Federal           | 1,486    | -       | 50      | 63      | 113   | 76  |
| 4.º  | Nueva Chicago          | 1,447    | -       | -       | 55      | 55    | 38  |
| 5.º  | Gimnasia (J)           | 1,438    | 48      | 49      | 67      | 164   | 114 |
| 6.º  | Godoy Cruz             | 1,429    | 58      | 58      | 47      | 163   | 114 |
| 7.º  | Belgrano               | 1,421    | 52      | 57      | 53      | 162   | 114 |
| 8.º  | Ferro Carril Oeste     | 1,394    | -       | 54      | 52      | 106   | 76  |
| 9.º  | San Martín (M)         | 1,394    | 62      | 42      | 55      | 159   | 114 |
| 10.º | C.A.I.                 | 1,342    | 45      | 47      | 61      | 153   | 114 |
| 11.º | Unión                  | 1,289    | -       | 47      | 51      | 98    | 76  |
| 12.º | Talleres               | 1,289    | -       | -       | 49      | 49    | 38  |
| 13.º | Defensa y Justicia     | 1,254    | 55      | 48      | 40      | 143   | 114 |
| 14.º | Juventud Antoniana     | 1,228    | 53      | 42      | 45      | 140   | 114 |
| 15.º | El Porvenir            | 1,228    | 42      | 52      | 46      | 140   | 114 |
| 16.º | Racing (C)             | 1,210    | -       | -       | 46      | 46    | 38  |
| 17.º | San Martín (SJ)        | 1,210    | 36      | 50      | 52      | 138   | 114 |
| 18.º | Defensores de Belgrano | 1,184    | 49      | 46      | 40      | 135   | 114 |
| 19.º | Chacarita Juniors      | 1,184    | -       | -       | 45      | 45    | 38  |
| 20.º | Sarmiento              | 0,815    | -       | -       | 31      | 31    | 38  |

|  | Disputaron un desempate para definir qué equipo jugaría la Promoción. |
|  | Disputaron un desempate para definir el segundo descenso.             |
|  | Descendió a la Primera B Metropolitana.                               |

### Desempates
| San Martín (SJ) | 1 - 0 | Racing (C) | Único de La Plata | 23 de junio |
| San Martín (SJ) mantuvo la categoría. Racing (C) debió disputar la Promoción con un equipo del Torneo Argentino A. |       |            |                   |             |

| Defensores de Belgrano                                                                                 | 0 - 0 (4 - 5) | Chacarita Juniors | Tomás A. Ducó | 25 de junio |
| Chacarita Juniors disputó la Promoción. Defensores de Belgrano descendió a la Primera B Metropolitana. |               |                   |               |             |

## Descensos
Descendieron los 2 equipos con peor promedio, sin importar su zona de origen. El 20º promedio correspondió a Sarmiento (Junín), mientras que tuvo que jugarse un partido desempate entre Defensores de Belgrano y Chacarita Juniors por el 19º lugar, el cual ganó Chacarita Juniors 5-4 en penales tras empatar 0-0. Así,
Defensores de Belgrano perdió la categoría y Chacarita Juniors jugó la promoción con un equipo de la Primera B Metropolitana.

## Promoción con Primera B y Torneo Argentino A
Para determinar quién jugaría la promoción frente a un equipo del Torneo Argentino A también se debió recurrir a un partido desempate que enfrentó a Racing (C) y San Martín (SJ) por tener igual promedio, y que ganó este último por 1-0. Así, Racing (C) por la zona Interior, y Chacarita Juniors, por la Metropolitana, disputaron las promociones contra Aldosivi y Platense, respectivamente. Los equipos que estaban en Primera B Nacional tuvieron ventaja deportiva.
| Local (Ida) | Local (Vuelta)    | Ida | Vuelta | Global |
| Platense    | Chacarita Juniors | 1-1 | 1-1    | 2-2¹   |
| Aldosivi    | Racing (C)        | 1-0 | 3-2    | 4-2    |

¹= Chacarita Juniors mantuvo la categoría por ventaja deportiva.